# Худякова, Лидия Александровна
Лидия Александровна Худякова (21 мая 1926, село Казанское, Ишимский район, Тюменская область) — советский хозяйственный и политический деятель.

## Биография
Родилась в семье учителей в 1926 году в селе Казанском. Член КПСС.
В 1949 году окончила Омский педагогический институт, исторический факультет.
В 1949—1954 гг. — преподаватель истории в техникуме механизации сельского хозяйства в городе Ишиме.
В 1954—1966 гг. — инструктор, заведующий отделом пропаганды, секретарь по идеологии Чкаловского райкома КПСС города Свердловска.
В 1966—1972 гг. — первый секретарь Чкаловского райкома КПСС города Свердловска.
В 1972—1984 гг. — заведующий отделом культуры Свердловского обкома КПСС.
В 1984—2004 гг. — директор Музея писателей Урала.
Делегат XXIV съезда КПСС.
Живёт в Екатеринбурге.

## Награды и звания
- Орден Трудового Красного Знамени (дважды);
- Орден Знак Почёта[1];
- Медаль «За труд в тылу в годы Великой Отечественной войны»;
- Медаль «За заслуги перед Отечеством»;
- Лауреат премии губернатора Свердловской области за 2002 год;
- Почётный гражданин Екатеринбурга (2001)[1].